# Euastrum monotanum
Euastrum monotanum là một loài Song tinh tảo trong họ Desmidiaceae, thuộc chi Euastrum.